# Tom Mitchell
Tom Mitchell (Cuckfield, 22 de julho de 1989) é um jogador de rugby britânico.

## Carreira

### Rio 2016
Fez parte do elenco da Seleção de Rugbi de Sevens do Reino Unido, nos Jogos Olímpicos Rio 2016, conquistando a medalha de prata, como capitão da equipe.